# Ectromachernes rhodesiacus
Ectromachernes rhodesiacus es una especie de arácnido del orden Pseudoscorpionida de la familia Withiidae.

## Distribución geográfica
Se encuentra en Zimbabue.